# Łobuziaki
Łobuziaki (czes. Páni kluci) – czechosłowacki przygodowy film komediowy z 1976 roku w reżyserii Věry Plívovej-Šimkovej, zrealizowany na podstawie powieści Marka Twaina Przygody Tomka Sawyera.

## Fabuła
Początek XX wieku. Tomáš, sierota, jest wychowywany przez ciotkę Apolenę, która prowadzi gospodarstwo domowe, a jej  mąż Václav – lokalną stację kolejową. Przez wzgląd na ukochaną koleżankę z klasy, Blankę, przedsiębiorczy Tomáš postanawia zdobyć nagrodę dla najlepszego ucznia w szkole - ilustrowane Stare podania czeskie. Gdy chłopiec próbuje popełnić oszustwo i wszystko wychodzi na jaw, ucieka wraz z przyjaciółmi z domu. Chłopcy zamieszkują w ruinach starego zamku, ale zostają wplątani w porachunki ze złodziejami, którzy właśnie obrabowali kasę oszczędnościową. Gdy mali uciekinierzy przyczynią się do odnalezienia rabusiów, będą mogli wrócić do domu.

## Obsada
- Michael Dymek – Tomasz
- Petr Voříšek – włóczęga Hubert
- Petr Starý – Jożka Wagner
- Iva Janžurová – ciocia Apolena
- Karel Augusta – wujek Wacław, zawiadowca
- Josef Laufer – maszynista Patoczka
- Josef Somr – nauczyciel Łopata
- Václav Lohniský – woźny
- Petr Nárožný – dyrektor szkoły
- Magda Reifová – Blanka
- Zdena Hadrbolcová – pani Wagnerowa
- Jiří Lábus – złodziej Piotr, szlifierz
- Lubomír Kostelka – złodziej Pajdak
- Karel Dellapina – złodziej Leżatka
- Vít Olmer – wachmistrz, ojciec Blanki
- Martin Růžek – narrator

## Produkcja
Zdjęcia zostały zrealizowane w Levínie w pobliżu Litomierzyc i w zamku warownym Rýzmburk w pobliżu Duchcova.
Piosenkę Nestůj a pojď, która pojawiła się w filmie, zaśpiewał Václav Neckář.

## Odbiór
Łobuziaki, jak podkreśliło czeskie Narodowe Archiwum Filmowe (Národní filmový archiv), jest jednym z najważniejszych filmów w dorobku Věry Plívovej-Šimkovej, specializującej się w filmach dla młodzieży. W rankingu „100 najlepszych czeskich filmów” filmowego serwisu internetowego Moviezone Łobuziaki zajęły 83. miejsce i zostały oznaczone jako jeden z najlepszych czeskich filmów dla młodzieży.